# Минотавър (ракета)
Вижте пояснителната страница за други значения на Минотавър.
Минотавър (на английски: Minotaur) е американска лекотоварна ракета-носител конструирана за извеждане на малки изкуствени спътници. Създадена е от корпорация Орбитал Сайънсес и използва двигателите на междуконтинентална балистична ракета LGM-30 Minuteman за първата и втората си степен и тези на Пегас за третата си и четвъртата си степен. Може да изстреля товар до 580 kg в НЗО.
Ракетата извежда спътник TacSat-2 на 16 декември 2006 г., което е първото успешно изстрелване от остров Уопос от 22 г. насам. Освен това се извършват изстрелвания и от централно-атлантическия регионален космодрум.

## Изстрелвания
| Дата (UTC)                 | Ракета            | Полет | Товар | Ракетна площадка                                                  | Резултат |
| -------------------------- | ----------------- | ----- | --- | ----------------------------------------------------------------- | -------- |
| 27 януари 2000 03:03:06    | Минотавър I       | 1     | JAWSat (P98-1) (FalconSat1 / ASUSat1 / OCSE / OPAL)                                                                   | SLC-8, ВВС база Ванденберг, CA                                    | Успех    |
| 19 юли 2000 20:09:00       | Минотавър I       | 2     | MightySat II.1 (Sindri, P99-1) / MEMS 2A / MEMS 2B                                                                    | SLC-8, Вандербург AFB, CA                                         | Успех    |
| 11 април 2005 13:35:00     | Минотавър I       | 3     | XSS-11 | SLC-8, Вандербург AFB, CA                                         | Успех    |
| 23 септември 2005 02:24:00 | Минотавър I       | 4     | Streak (STP-R1) | SLC-8, Вандербург AFB, CA                                         | Успех    |
| 15 април 2006 01:40:00     | Минотавър I       | 5     | COSMIC (FORMOSAT-3)                                                                                                   | SLC-8, Вандербург AFB, CA                                         | Успех    |
| 16 декември 2006 12:00     | Минотавър I       | 6     | TacSat-2 / GeneSat-1                                                                                                  | Pad 0B, Централно-атлантически регионален космодрум, о. Уопос, VA | Успех    |
| 24 април 2007 06:48        | Минотавър I       | 7     | NFIRE | Pad 0B, Централно-атлантически регионален космодрум, о. Уопос, VA | Успех    |
| 19 май 2009 19:55          | Минотавър I       | 8     | TacSat-3, PharmaSat, CP6, HawkSat-1, Aerocube-3                                                                       | Pad 0B, Централно-атлантически регионален космодрум, о. Уопос, VA | Успех    |
| 26 септември 2010 04:41:00 | Минотавър IV      | 1     | SBSS | SLC-8, Вандербург AFB, CA                                         | Успех    |
| 20 ноември 2010 01:45:00   | Минотавър IV HAPS | 2     | STPSat-2, FalconSat-5, Fastsat-HSV, Fastrac 1, Fastrac 2, O/OREOS, RAX, Nanosail-D, ГВМ S26 Ballast 1 и S26 Ballast 2 | Кодиак LP-1                                                       | Успех    |
| 6 февруари 2011 12:26:00   | Минотавър I       | 9     | NROL-66 | SLC-8, Вандербург AFB, CA                                         | Успех    |

## Минотавър IV
Корпорацията разроботва много по-мощната ракета Минотавър IV за ВВС на САЩ. Тя ще използва ракетни двигатели от междуконтиненталната балистична ракета LGM-118A Пийскийпър, както и технологии разработени за други ракети-носители, като Минотавър I, Пегас и Тавър. Първото изстрелване на новата ракета се планира за декември 2008 г.
Минотавър V, която ще има пет степени също се проектира. Допълнителната пета степен е предвидена за изпълнението на полети в ГТО и междупланетното пространство.